# Michel Colombe
Michel Colombe (Bourges, 1430 – Bourges, 1513) è stato uno scultore francese, appartenente ad una fase di transizione tra il tardo-gotico ed il Rinascimento.

## Biografia

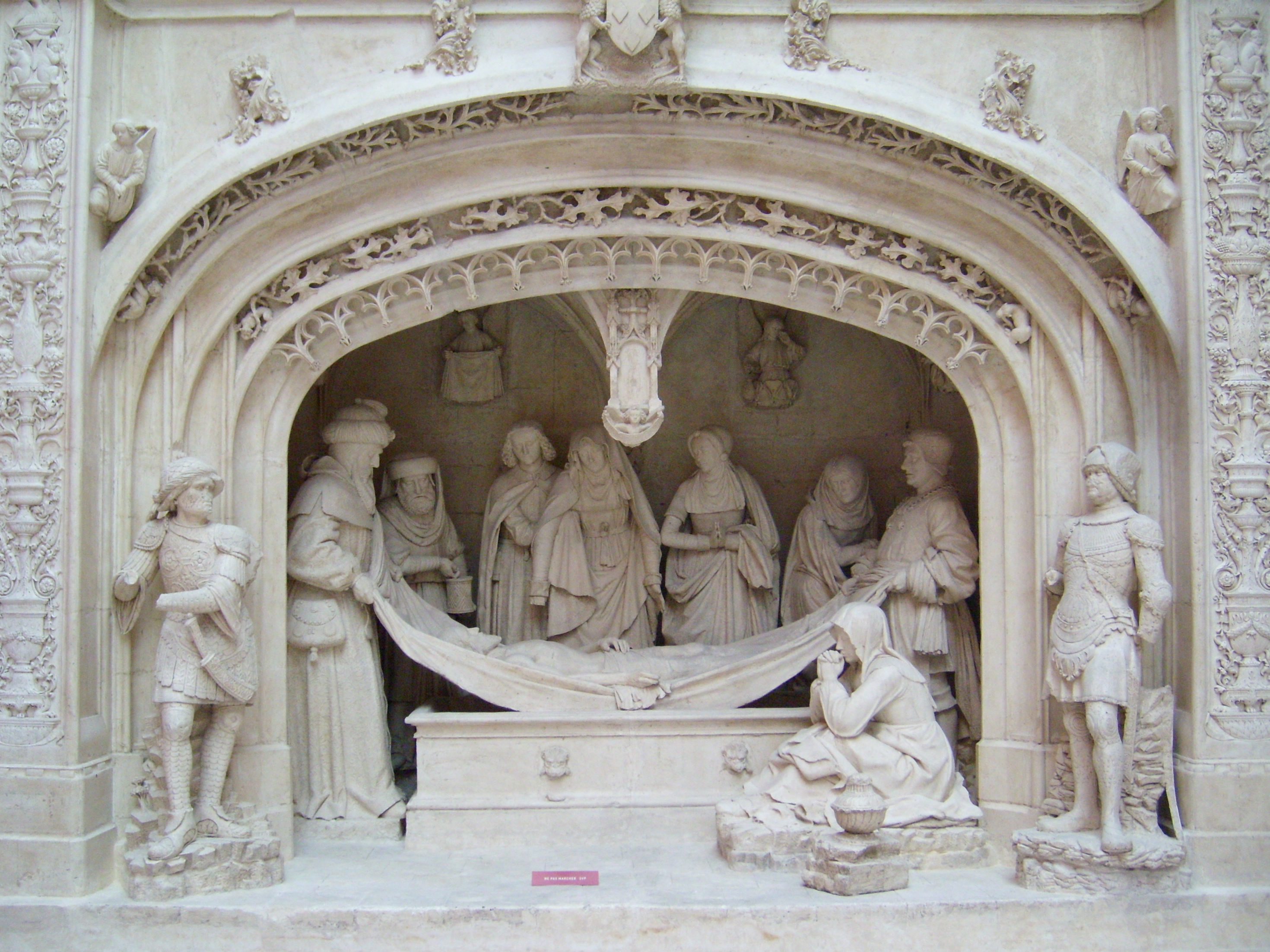
Sepoltura di Cristo, 1496, Abbazia di Solesmes, Sarthe

Michel Colombe è il figlio di Guillemette e di Philippe Colombe, scultore, che ha prodotto, nel 1416, una scultura nella tomba di Jean de Brosse (con un epitaffio aggiunto dopo la sua morte), una Pietà, e un San Martino per la chiesa di Nostra Signora di Huriel.
Fu fratello del noto miniaturista Jean Colombe.
Fu attivo soprattutto a Tours anche se si conoscono solo le opere della sua vecchiaia, le uniche sopravvissute al passare del tempo.
Sappiamo che Michel Colombe era presente a Moulins nel 1484: con Jehan de Rouen e Thévenin l'Imageur, è incaricato di creare "elefanti articolati" in occasione dell'ingresso nella città della nuova duchessa Catherine d'Armagnac, moglie di Giovanni, duca di Borbone.
Tra i suoi lavori più significativi, quindi, si possono enumerare la tomba di Francesco I di Bretagna posta all'interno della cattedrale di Nantes, risalente al 1505 circa, che subì alterazioni durante la Rivoluzione francese; il bassorilievo raffigurante San Giorgio che uccide il drago, commissionato nel 1508 dal cardinale Georges d'Amboise a Gaillon, ora conservato presso il Museo del Louvre, che evidenziò l'influenza del Rinascimento italiano nella sua prospettiva e organizzazione compositiva, ma l'attenzione ai dettagli e il trattamento immaginativo del drago sono tipici del proprio stile gotico dell'artista; le tombe e il Santo Sepolcro inseriti nell'abbazia di San Pietro a Solesmes intorno al 1498, ritenuta l'opera più pregevole della scultura francese della fine del XV secolo; le sculture raffiguranti i bambini deceduti di Carlo VIII di Francia concluse nel 1506 e presenti nella cattedrale di Tours; e infine i lavori per il mausoleo di Filiberto II di Savoia presso Notre-Dame de Brou.
Suo nipote Guillaume Regnault si addestrò nel suo atelier.
Mentre in Borgogna si evidenziarono e si amplificarono le anticipazioni barocche di Claus Sluter, e ai confini con le Fiandre la scultura fu influenzata da elementi gotici fiammeggianti, invece la scuola della Loira predilesse la tradizione francese, quindi il suo stile si basò sul rifiuto di ogni esagerazione, seguendo la pittorica art de la détente.
Le ispirazioni straniere che al massimo accolsero Colombe ed i suoi seguaci, Regnault e Jean de Chartres, furono alcuni temi iconografici presi in prestito dalla scultura italiana, come le statue delle Virtù cardinali, agli angoli del basamento di Nantes. Evidenti furono anche le influenze di Jean Perréal, presenti nel delicato San Giorgio.

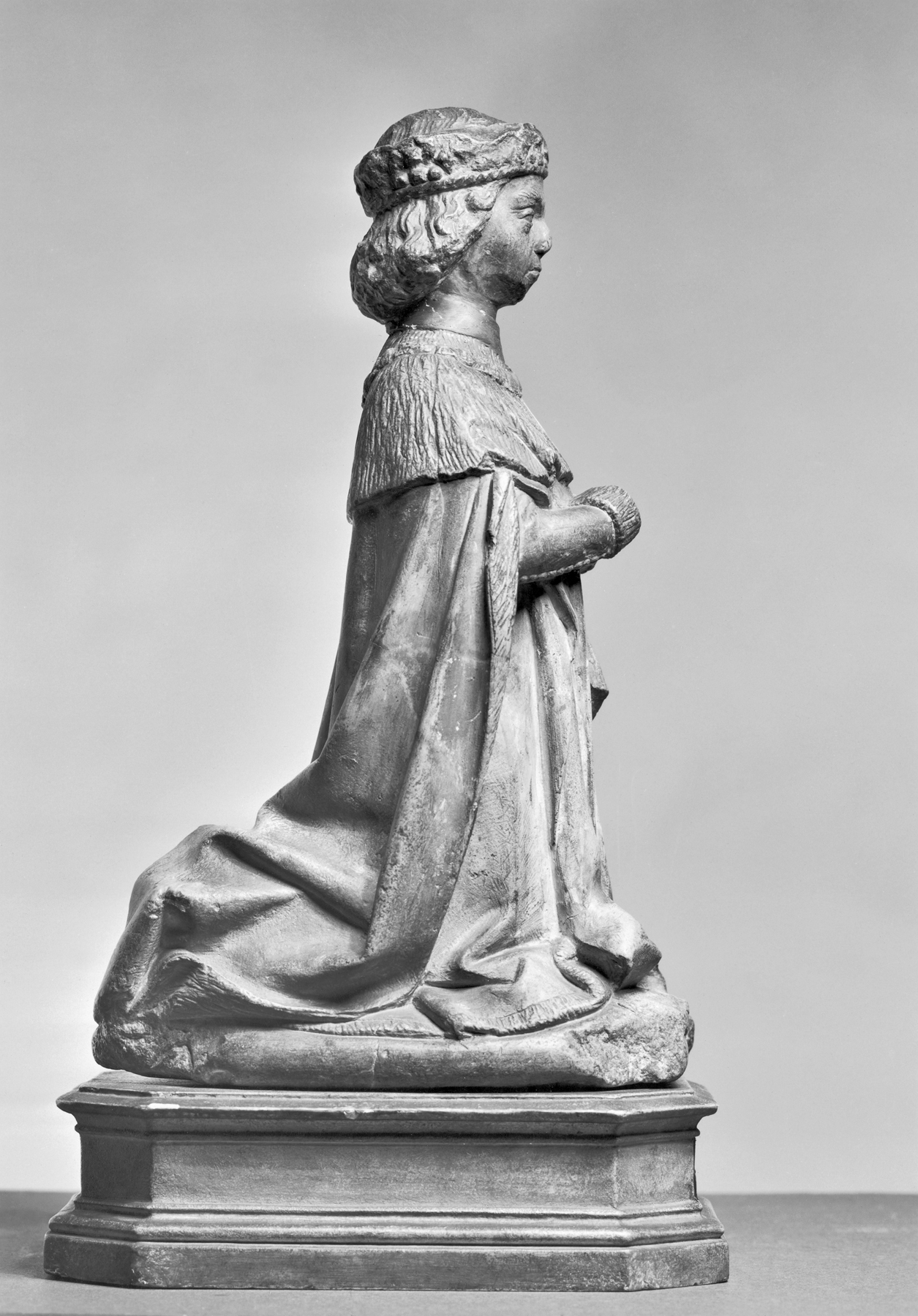
Giovanni II di Borbone, 1485, Walters Art Museum, Baltimora (già nella cripta della Sainte-Chapelle di Bourbon-l'Archambault)
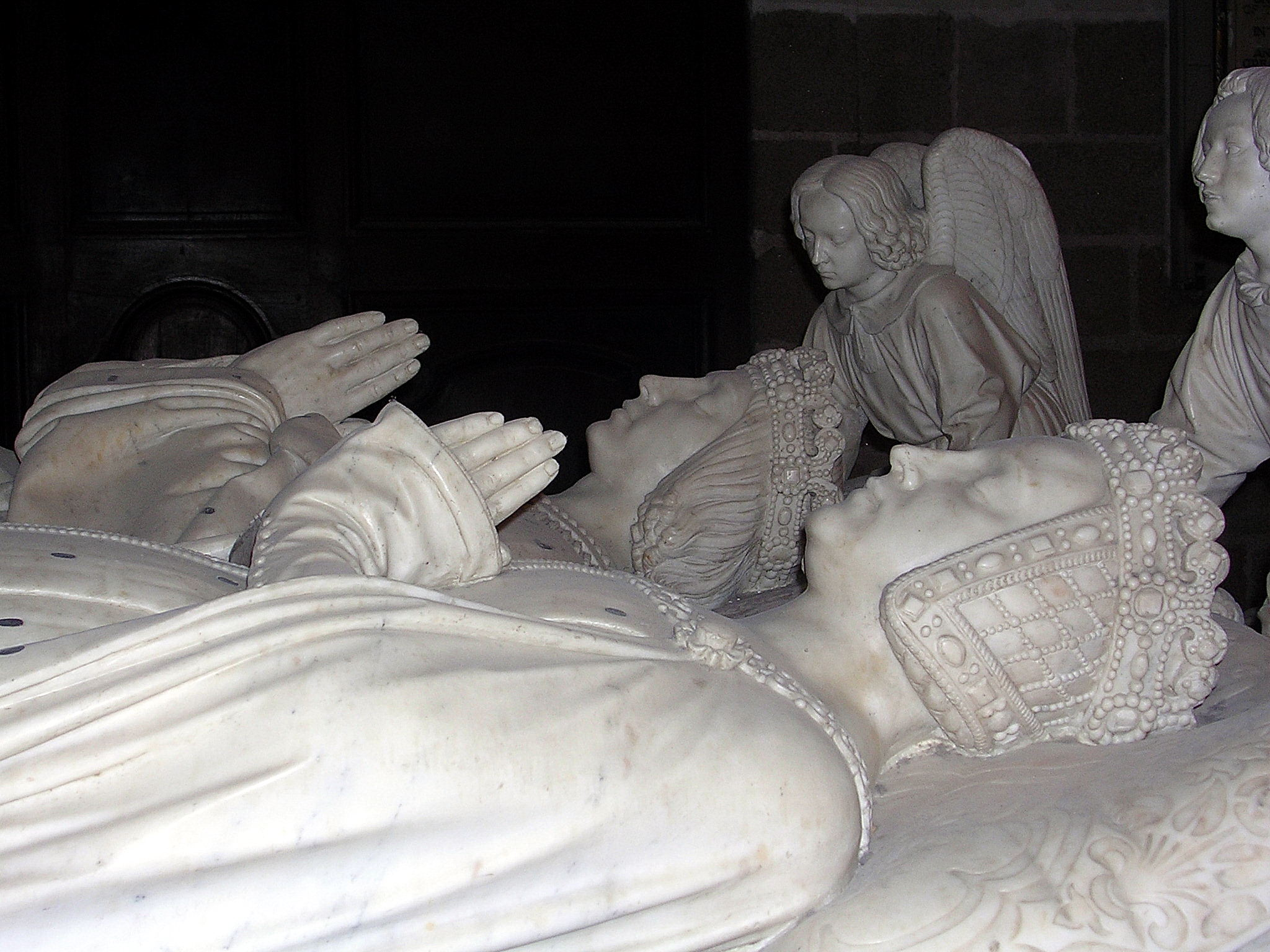
Tomba di Francesco II e Margherita di Foix, particolare, 1507, Cattedrale dei Santi Pietro e Paolo, Nantes
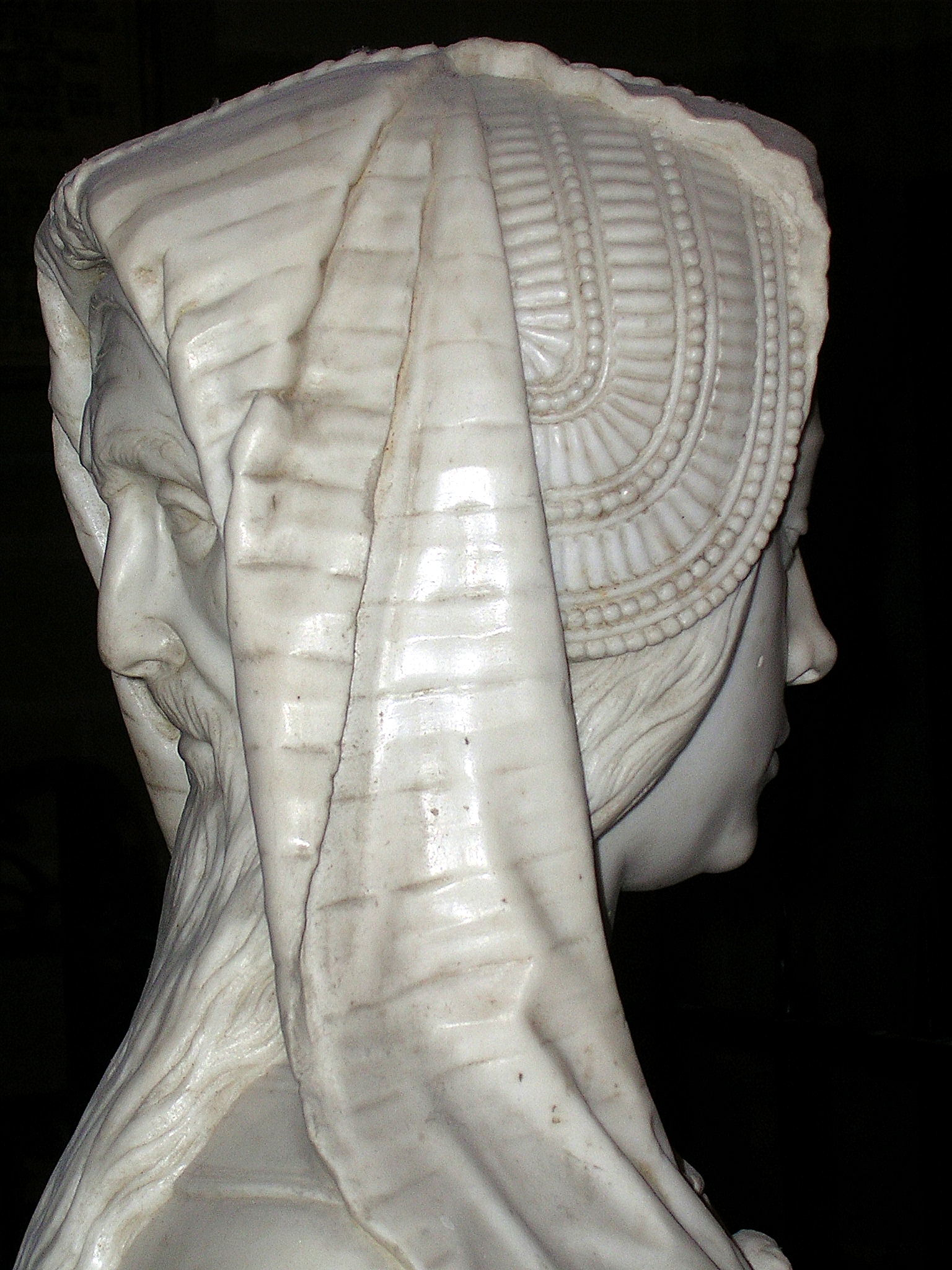
Tomba di Francesco II di Bretagna e Margherita di Foix, particolare della testa della Prudenza, 1507, Cattedrale dei Santi Pietro e Paolo, Nantes
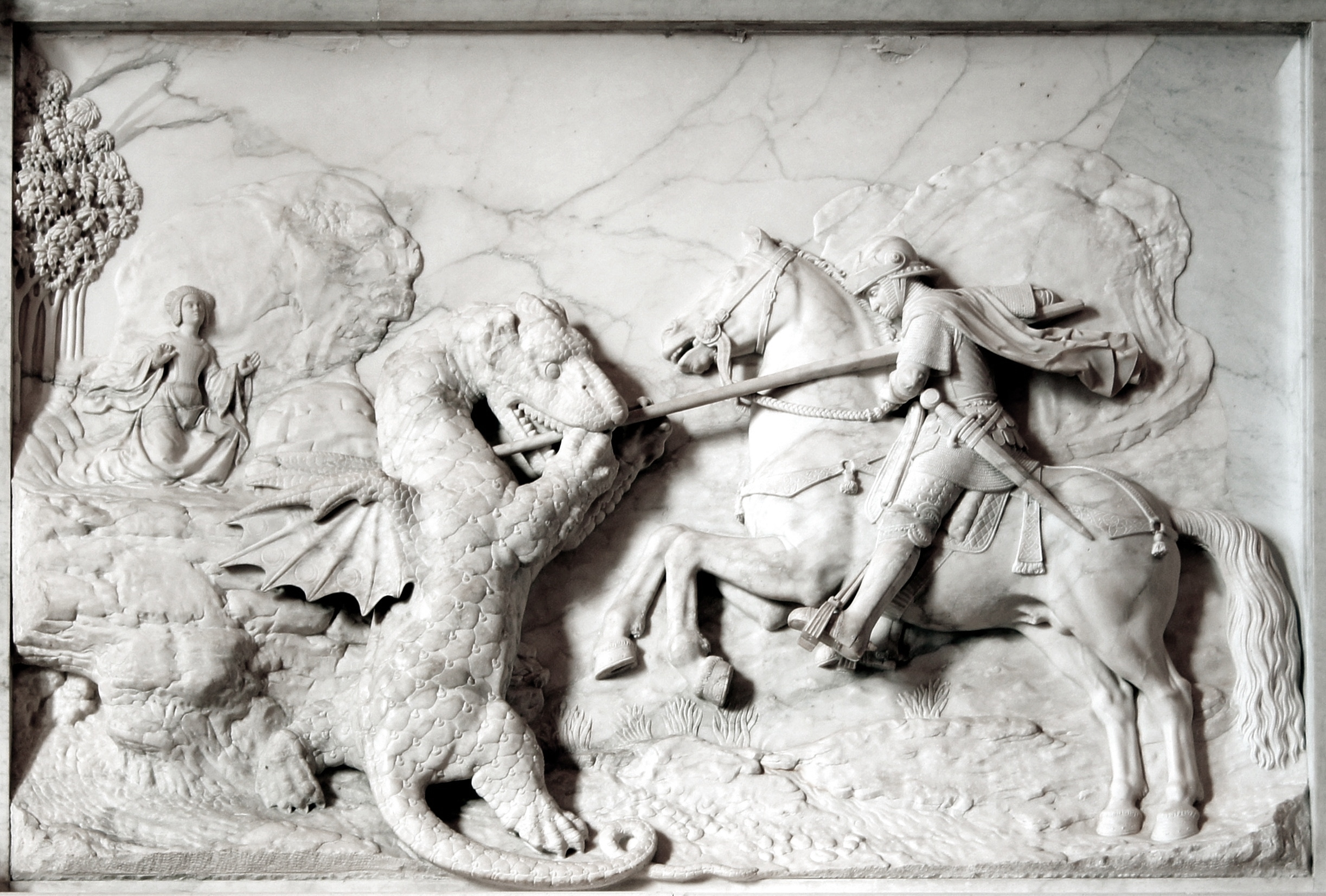
San Giorgio combatte il drago, 1510, Louvre, Parigi